# Linaro
Linaro es una organización de ingeniería que trabaja en software libre y de código abierto, como el kernel de Linux, la colección de compiladores de GNU (GCC), la gestión de energía, los gráficos y las interfaces multimedia para la familia de conjuntos de instrucciones ARM y sus implementaciones, así como para la arquitectura de sistemas heterogéneos (HSA). La empresa ofrece un foro de ingeniería colaborativa para que las empresas compartan recursos de ingeniería y financiación para resolver problemas comunes en el software ARM.
Linaro trabaja en software cercano al silicio, como el kernel, el multimedia, la gestión de la energía, los gráficos y la seguridad. El objetivo de la empresa es proporcionar herramientas y código estables y probados para que múltiples distribuciones de software los utilicen con el fin de reducir la fragmentación de bajo nivel del software Linux integrado. También proporciona ingeniería e inversión en proyectos de código abierto ascendentes y apoyo a las empresas de silicio en el código ascendente que se utilizará con sus sistemas en un chip (SoC). Desde el lanzamiento de la versión 3.10 del kernel de Linux, Linaro ha figurado sistemáticamente entre los diez principales contribuyentes al kernel de Linux.
Cada seis meses, Linaro organiza una conferencia de ingeniería, en la que las principales empresas de hardware y software del ecosistema ARM se reúnen para colaborar, hackear y desarrollar hojas de ruta y estrategias técnicas.

## Historia
La fundación de Linaro fue anunciada en Computex en junio de 2010 por ARM, Freescale Semiconductor, IBM, Samsung, ST-Ericsson y Texas Instruments en una conferencia de prensa conjunta. Linaro se formó para proporcionar "nuevos recursos y alineación de la industria para los desarrolladores de software de código abierto que utilizan Linux en los System-on-Chips (SoCs) de semiconductores más sofisticados del mundo". El objetivo era permitir a los fabricantes de dispositivos sacar sus productos al mercado con mayor rapidez, liberando el tiempo de ingeniería dedicado al software de bajo nivel no diferenciador, acelerando el tiempo de desarrollo y mejorando el rendimiento. Desde su creación, Linaro ha seguido ofreciendo herramientas, seguridad y calidad del kernel de Linux a todo el ecosistema de ARM. Además, la empresa ha creado grupos encargados de abordar la fragmentación en los siguientes segmentos de mercado: Datacenter & Cloud, IoT & Embedded, Edge & Fog Computing, Consumer (Android), Artificial Intelligence y Autonomous Vehicles.
En 2012, Linaro formó el Linaro Datacenter & Cloud Group (antes conocido como Linaro Enterprise Group) para impulsar la adopción de ARM en el mercado de servidores. En febrero de 2013, Linaro lanzó el Linaro Networking Group, encargado de "acelerar el desarrollo de Linux para los procesadores ARM en la nube y la infraestructura móvil". Este grupo puso en marcha una iniciativa que "definió un conjunto de APIs para ser utilizadas en toda la gama de arquitecturas de procesadores y descargas de red disponibles". En 2018, la gobernanza del proyecto OpenDataPlane se trasladó a la Fundación Openfastpath.
En febrero de 2014, Linaro formó el grupo de trabajo de seguridad Linaro para "crear diseños de referencia de Android y Linux de código abierto para la tecnología Trusted Execution Environment (TEE)." Poco después de su formación, el Grupo de Trabajo de Seguridad asumió la dirección del proyecto (Open Portable Trusted Execution Environment), inicialmente un proyecto de TEE propietario desarrollado por ST-Ericsson. En mayo de 2014, Linaro lanzó el Linaro Digital Home Group, centrado en pasarelas multimedia y STB (Set Top Boxes) basados en ARM. Unos meses después, en julio de 2014, se formó el Linaro Consumer Group (antes conocido como Linaro Mobile Group) para consolidar y optimizar el software de código abierto para plataformas móviles en ARM.
En 2015, Linaro lanzó la iniciativa an, la "primera especificación de hardware abierto que proporciona una plataforma para la entrega de placas Cortex-A de 32 y 64 bits, compatibles y de bajo coste, de toda la gama de proveedores de SoC de ARM" En 2016, Linaro lanzó el Linaro IoT y Embedded Group, con el objetivo de desarrollar "software de referencia de código abierto de extremo a extremo para dispositivos y aplicaciones IoT."
En 2018, Linaro reestructuró los grupos de ingeniería para alinearse con el panorama tecnológico. Como resultado, el grupo Linaro Networking y el grupo Linaro Digital Home se disolvieron y se creó el grupo Linaro Edge & Fog Computing. Linaro también lanzó dos iniciativas estratégicas: una centrada en la inteligencia artificial y otra en los vehículos autónomos. En 2019, Li Gong fue nombrado CEO de Linaro.

## Actividades de ingeniería

### Ingeniería del ecosistema de ARM
El equipo de ingeniería del núcleo de Linaro se centra en el mantenimiento conjunto del ecosistema de ARM. El equipo trabaja directamente con los proyectos upstream apoyando las tecnologías principales, incluyendo las características del núcleo de Linux, la gestión de la energía, la seguridad, el soporte de la cadena de herramientas (tanto GCC como LLVM) y las características multimedia. Realiza publicaciones públicas periódicas junto con una serie de compilaciones de referencia de kernels y espacio de usuario para varias distribuciones de Linux (incluidas Android y Ubuntu) en los SoC de los miembros.
El equipo de Ingeniería del Núcleo también mantiene el sistema de pruebas automatizadas llamado LAVA (Arquitectura de Validación Automatizada de Linaro) que Linaro desarrolló. LAVA es para las pruebas automatizadas de los componentes de código abierto que se utilizan en las principales plataformas de software basadas en Linux. Un laboratorio que ejecuta LAVA y una amplia variedad de hardware ARM se ejecuta para el uso de Linaro y los ingenieros de las empresas miembros.

### Ingeniería específica del segmento
El resto del trabajo realizado por Linaro se divide en grupos que se centran en mercados concretos en los que se utilizan procesadores ARM. Entre ellos se encuentran:

#### Datacente & Cloud
El Datacenter & Cloud Group (LDCG) de Linaro se centra en el desarrollo de Linux para servidores ARM. La misión del equipo es reunir a las empresas competidoras para que trabajen en soluciones comunes a los problemas y permitir que los fabricantes de equipos originales, los proveedores comerciales de Linux y los vendedores de sistemas en chip (SOC) colaboren en un entorno neutral en el desarrollo del software básico que necesita el mercado rápidamente emergente de los servidores de hiperescala de bajo consumo.
En 2016, Linaro anunció el lanzamiento de Linaro Developer Cloud, donde los ingenieros pueden acceder a hardware de clase de servidor con tecnología ARM que ejecuta entornos de desarrollo como Debian, CentOS, Ubuntu y RHEL. La iniciativa está gestionada por el Linaro Datacenter & Cloud Group.

#### Edge & Fog Computing
El Linaro Edge & Fog Computing Group (LEDGE) está trabajando para acelerar la adopción de las tecnologías de ARM en los ecosistemas de Edge & Fog Computing.

#### Consumer
El Linaro Consumer Group (LCG) se centra en el desarrollo para dispositivos móviles, como smartphones y tabletas. El objetivo principal del grupo es mejorar el ecosistema AOSP mediante actividades de colaboración que beneficien a los miembros en todos los casos de uso de Android.

#### loT & Embedded
En septiembre de 2016, Linaro anunció el Linaro IoT y Embedded Group (LITE) que se centra en la entrega de software de referencia de código abierto de extremo a extremo para productos conectados más seguros, que van desde sensores y controladores conectados hasta dispositivos inteligentes y pasarelas, para los mercados industriales y de consumo.

#### Artificial Intelligence
Linaro lanzó la Iniciativa de Artificial Intelligence en 2018.

#### Autonomous Vehicles
Linaro creó la iniciativa Autonomous Vehicles con el fin de proporcionar un espacio de colaboración en el que la industria del automóvil pueda reunirse para trabajar en problemas comunes.

### 96Boards
En febrero de 2015, Linaro formó el Linaro Community Boards Group (LCG) para apoyar la nueva iniciativa 96Boards. 96Boards es una especificación de plataforma abierta que proporciona una plataforma para la entrega de placas Cortex-A de 32 y 64 bits compatibles de bajo coste y de pequeño tamaño.
Las especificaciones exigen un conjunto fijo de interfaces mínimas; por ejemplo, la especificación Consumer Edition (CE) requiere conectores estándar USB, micro-SD, HDMI, de alimentación y periféricos de alta y baja velocidad. Los proveedores pueden añadir hardware y conjuntos de características personalizados siempre que el factor de forma y el conjunto mínimo de interfaces sean compatibles. Desde el lanzamiento original de la edición para consumidores (CE) se han desarrollado especificaciones para empresas (EE), IoT (IE) y SoM.
El 27 de abril de 2017, una placa que se adhiere al estándar abierto 96Board Consumer Edition se convirtió en una plataforma de desarrollo para el proyecto Android Open Source (AOSP).

#### Especificaciones y implementaciones
A partir de agosto de 2019, hay cuatro especificaciones publicadas de 96Boards para placas de desarrollo ARMv7-A y ARMv8-A de bajo coste:
- La Consumer Edition (CE) se dirige a los segmentos de móviles, empotrados y hogares digitales.

- La Enterprise Edition (EE) se dirige a los segmentos de redes y servidores.

- La Internet of Things Edition (IE) está diseñada para apoyar el desarrollo en el espacio IoT.

- La SoM Edition (SoM) se centra en soluciones inalámbricas y de computación.

## Plataformas
Linaro ejecuta y prueba continuamente sus resultados en las plataformas miembro. Para el código ARMv7-A, estos incluyen OMAP 3 y OMAP 4 de TI, Exynos de Samsung y NovaThor U8500 de ST-Ericsson. Para el desarrollo en plataformas anteriores a la disponibilidad del silicio, por ejemplo, el desarrollo de big.LITTLE que comenzó a finales de 2011 y el trabajo de ARMv8-A iniciado en 2012.

## Productos
Hay dos tipos de descargas de software disponibles en Linaro:
Hay versiones mensuales de software upstream, como GCC o QEMU.

Linaro mantiene árboles públicos de código ascendente en los que están trabajando.

## Licencia
Todo el código desarrollado dentro de los grupos de trabajo de Linaro es de código abierto y por lo tanto está disponible bajo los términos de la licencia estándar de Open Source Initiative (OSI). Para más detalles véase las Reglas de Membresía de Linaro y los Artículos de Asociación de Linaro.